# Partido Popular de Asturias
El Partido Popular de Asturias (PP de Asturias) es la delegación del Partido Popular en el Principado de Asturias, fundada en 1989 con el nacimiento del partido, sucesor de Alianza Popular. Es la principal fuerza política de derechas del Principado de Asturias, y ha mantenido entre 1989 y 2011 y desde 2015 el liderazgo de la oposición en la Junta General del Principado de Asturias.

## Historia
El Partido Popular de Asturias gobernó en el Principado solamente una vez, tras la victoria electoral en 1995 con Sergio Marqués, pero debido a enfrentamientos internos con Francisco Álvarez Cascos, Marqués abandonó el partido y fundó la escisión Unión Renovadora Asturiana (URAS), provocando que en las elecciones de 1999 volviese al gobierno el PSOE-FSA. Una nueva escisión, generada nuevamente por Francisco Álvarez Cascos en 2011, provocó el nacimiento de Foro Asturias, que venció las elecciones de 2011.
A nivel municipal, es el partido que más años ha gobernado en Oviedo, capital de Asturias.

## Resultados electorales
| Resultados electorales del Partido Popular de Asturias en la Junta General |                         |         |       |         |     |                                 |
| Elecciones                                                                 | Candidato               | Votos   | %     | Escaños | +/- | Gobierno                        |
| 1991                                                                       | Isidro Fernández Rozada | 161 703 | 30,40 | 15      | +2  | Oposición                       |
| 1995                                                                       | Sergio Marqués          | 272 495 | 42,00 | 21      | +6  | Gobierno en minoría (1995-1998) |
| 1995                                                                       | Sergio Marqués          | 272 495 | 42,00 | 21      | +6  | Oposición (1998-1999)           |
| 1999                                                                       | Ovidio Sánchez          | 200 164 | 32,31 | 15      | -6  | Oposición                       |
| 2003                                                                       | Ovidio Sánchez          | 242 396 | 39,18 | 19      | +4  | Oposición                       |
| 2007                                                                       | Ovidio Sánchez          | 248 907 | 41,5  | 20      | +1  | Oposición                       |
| 2011                                                                       | Isabel Pérez-Espinosa   | 119 767 | 19,95 | 10      | -10 | Oposición                       |
| 2012                                                                       | Mercedes Fernández      | 108 111 | 21,53 | 10      | =   | Oposición                       |
| 2015                                                                       | Mercedes Fernández      | 115 935 | 21,58 | 11      | +1  | Oposición                       |
| 2019                                                                       | Teresa Mallada          | 93 147  | 17,51 | 10      | -1  | Oposición                       |
| 2023                                                                       | Diego Canga Fano        | 175 131 | 32,61 | 17      | +7  | Oposición                       |

| Resultados electorales del Partido Popular de Asturias en las Elecciones Generales |         |       |         |      |
| Elecciones                                                                         | Votos   | %     | Escaños | +/-  |
| 1989                                                                               | 162 590 | 26,53 | 3       | +1   |
| 1993                                                                               | 258 355 | 37,37 | 4       | +1   |
| 1996                                                                               | 297 079 | 41,03 | 4       | =    |
| 2000                                                                               | 302 626 | 46,33 | 5       | +1   |
| 2004                                                                               | 307 977 | 43,77 | 4       | -1   |
| 2008                                                                               | 289 305 | 41,58 | 4       | =    |
| 2011                                                                               | 223 906 | 35,4  | 3       | -1   |
| 2015                                                                               | 187 568 | 30,11 | 3       | -1 a |
| 2016                                                                               | 209 632 | 35,25 | 3       | = a  |
| Abril 2019                                                                         | 112 180 | 17,9  | 1       | -2 a |
| Noviembre 2019                                                                     | 129 945 | 23,22 | 2       | +1 a |
| 2023                                                                               | 209 581 | 35,61 | 3       | +1   |

a En coalición con FAC

| Resultados electorales del Partido Popular de Asturias en las Elecciones Municipales |         |       |            |      |
| Elecciones                                                                           | Votos   | %     | Concejales | +/-  |
| 1991                                                                                 | 149 580 | 28,39 | 269        |      |
| 1995                                                                                 | 258 587 | 40,57 | 358        | +89  |
| 1999                                                                                 | 204 819 | 33,92 | 315        | -43  |
| 2003                                                                                 | 235 477 | 39,48 | 346        | +31  |
| 2007                                                                                 | 232 374 | 39,35 | 338        | -8   |
| 2011                                                                                 | 142 090 | 23,73 | 220        | -118 |
| 2015                                                                                 | 112 342 | 20,71 | 209        | -11  |
| 2019                                                                                 | 100 935 | 19    | 184        | -25  |
| 2023                                                                                 | 145 338 | 27,3  | 269        | +85  |

## Representación institucional
| Representación institucional             | Partido Popular de Asturias |
| ---------------------------------------- | --------------------------- |
| Concejales                               | 269 de 928                  |
| Alcaldes                                 | 16 de 78                    |
| Junta General del Principado de Asturias | 17 de 45                    |
| Congreso de los Diputados de España      | 3 de 7                      |
| Senado de España                         | 4 de 6                      |